# Glaciar de la Marmolada

El glaciar de la Marmolada (del italiano: Ghiacciaio della Marmolada) es un glaciar que desciende por la vertiente norte de la Marmolada (3.343 m s. n. m.), la montaña más alta de los Dolomitas. Se encuentra en la provincia de Trento y la de Belluno.
El glaciar queda por encima del lago Fedaia. Del glaciar nace el torrente Avisio.
A 2.700 metros de altitud, debajo del glaciar, se encuentra el Refugio Ghiacciaio della Marmolada.
La vía normal de ascenso a las diversas cimas de la Marmolada prevé el ascenso del glaciar.
Aunque es de menor entidad respecto de los glaciares suizos y valdostanos por razón de la menor altitud de la montaña, el glaciar recubre la cima de la montaña. El glaciar tiene un espesor máximo de cerca de 100 m.
Como todos los glaciares de los Alpes últimamente está retrocediendo y ha perdido 80% de su volumen entre 1910 y 2021. Tras varios días de alta temperatura en la zona, el 3 de julio de 2022 una porción del glaciar se desprendió, provocando la muerte de once personas y nueve heridos, según fuentes del Salvamento Alpino.

## Referencias

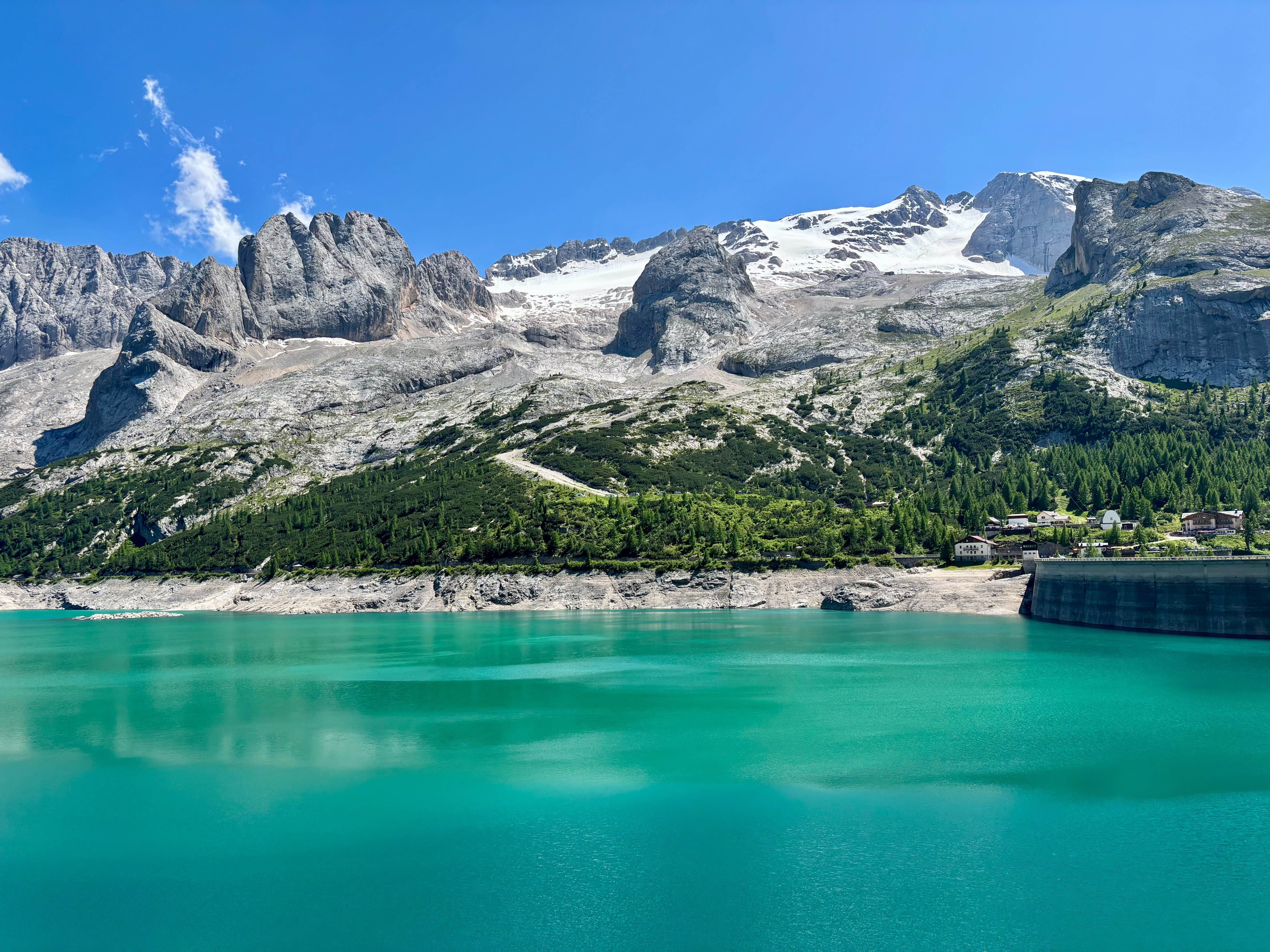
El lago Fedaia y por encima el glaciar de la Marmolada.